# سد نیولینگ
سد نیولینگ (به لاتین: Niululing Dam) یک سد وزنی و نیروگاه برقابی در چین است که در Qionghai واقع شده‌است.